# Polski owczarek nizinny
För andra betydelser, se Ovtjarka.

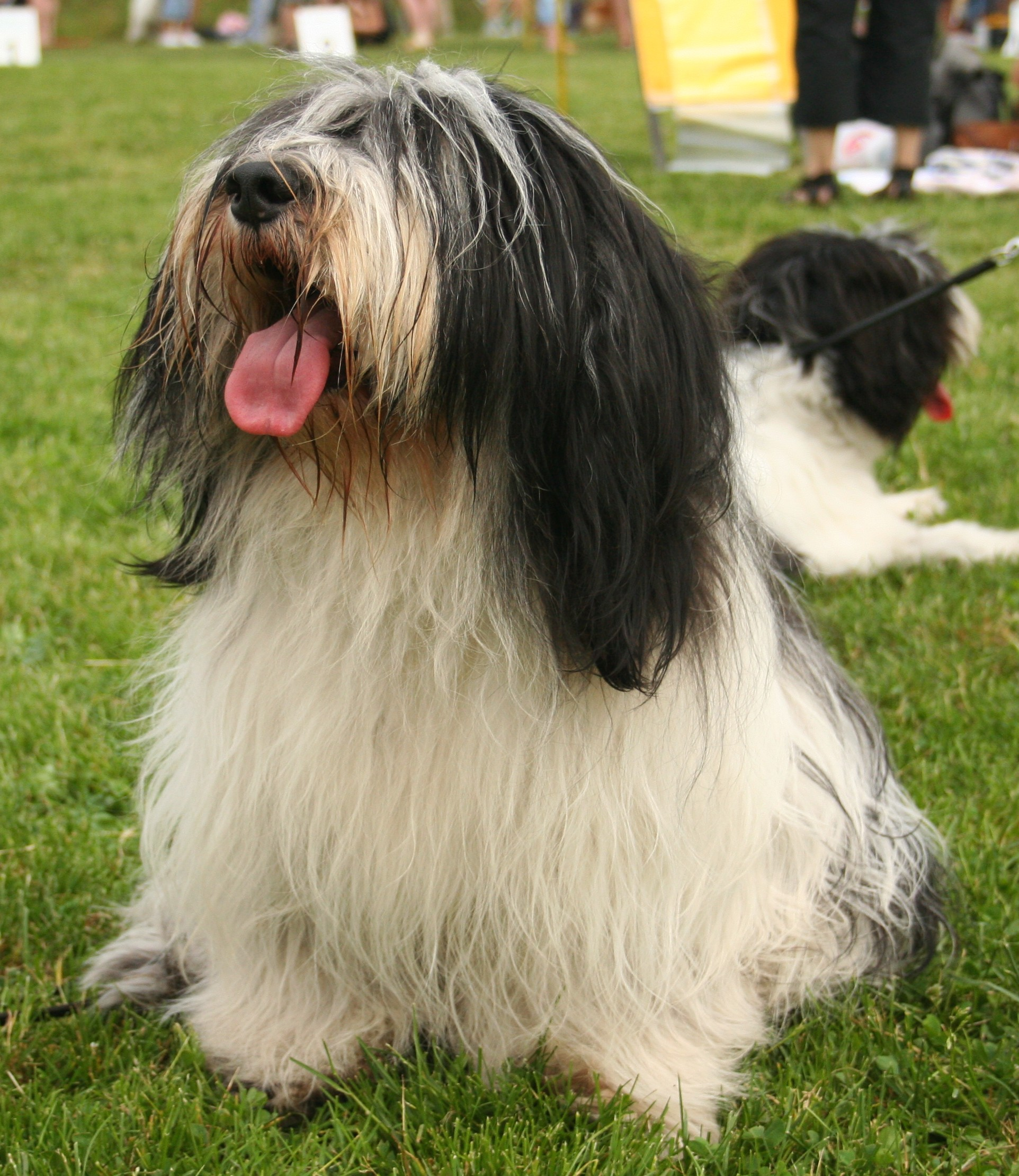
En polski owczarek nizinny på en utställning i Polen

Polski owczarek nizinny (ofta förkortat till PON), är en hundras från Polen. Traditionellt är den en vallhund, men är idag vanligare som sällskapshund. Namnet står för polsk låglandsvallhund. Rasen skall inte förväxlas med polski owczarek podhalanski som är en bergshund och vaktande herdehund. 1976 var antalet registrerade polski owczarek nizinny i Polen cirka 250 individer. Sommaren 1997 fanns det 990 registrerade hundar av rasen i Polen.

## Historia
Polska vallhundar omnämns vid handelsutbyte mellan Polen och Skottland 1514. Det antas allmänt att dessa hundar var föregångare till polski owczarek nizinny och att dessa ingår i bearded colliens härstamning. PON tillhör samma grupp vall- och herdehundar som till exempel den ungerska pulin och tros ha kommit med folkvandringar från Centralasien.
Folklivsforskaren Oskar Kolberg (1814-1890) beskrev vallhundar från Podlasien i centrala Polen som skulle kunna vara PON. Den första organiserade aveln kom igång efter första världskriget och 1924 deltog de första gången på hundutställning. Efter andra världskriget var rasen starkt decimerad. I början av 1950-talet gjordes en inventering av Danuta Hryniewicz och hon fann då sex rastypiska tikar och två hanhundar. 1955 antogs en rasstandard av den polska kennelklubben och 1959 blev rasen erkänd av Fédération Cynologique Internationale (FCI).
De första hundarna kom till Sverige i mitten av 1970-talet, och rasen registrerades i mitten av 1980-talet. Det finns i Sverige cirka 400 polski owczarek nizinny.

## Egenskaper
Polski owczarek nizinny är en social och vänlig familjehund med ett starkt och stabilt psyke som trivs bäst när det är liv och rörelse omkring den. Den är aktiv, nyfiken och självständig med ett utomordentligt gott minne. Polski owczarek nizinny har visat prov på stort tålamod och anpassar sig snabbt till nya miljöer och den visar sällan någon nervositet eller rastlöshet.

## Utseende
Polski owczarek nizinny är en mellanstor, bred och något satt hund med kraftig muskulatur. En polski owczarek nizinny skall ge ett kompakt intryck med proportionerna höjd/längd 9:10. Huvudet är medelstort, tämligen brett men inte för tungt. Den täta pälsen i ansiktet ger intryck av att huvudet är större än vad det är. De rörliga öronen är medelstora och hjärtformade. Ögonen är ovala och nötbruna med ett levande och uppmärksamt uttryck. Nosryggen är rak och käken stark. Nosen är stor och trubbig med stora näsborrar. Tänderna är kraftiga med sax- eller tångbett. Svansen är från födelsen antingen kort eller lång. Den kuperas i de länder där det fortfarande är tillåtet. Pälsen är lång och tät med sträva täckhår samt underull som är mjuk. Alla färger och nyanser är tillåtna. 